# WASP-24 b
WASP-24 b – planeta pozasłoneczna typu gorący jowisz, znajdująca się w kierunku konstelacji Panny w odległości około 1080 lat świetlnych od Ziemi. Została odkryta w 2010 roku w ramach programu SuperWASP.
Planeta ta ma masę zbliżoną do masy Jowisza oraz promień nieznacznie większy od promienia Jowisza. Planeta ta obiega swoją gwiazdę z okresem wynoszącym nieco ponad 2 dni.
| Jowisz | WASP-24 b |
| ------ | --------- |
|        |           |